# 엔비디아 RTX

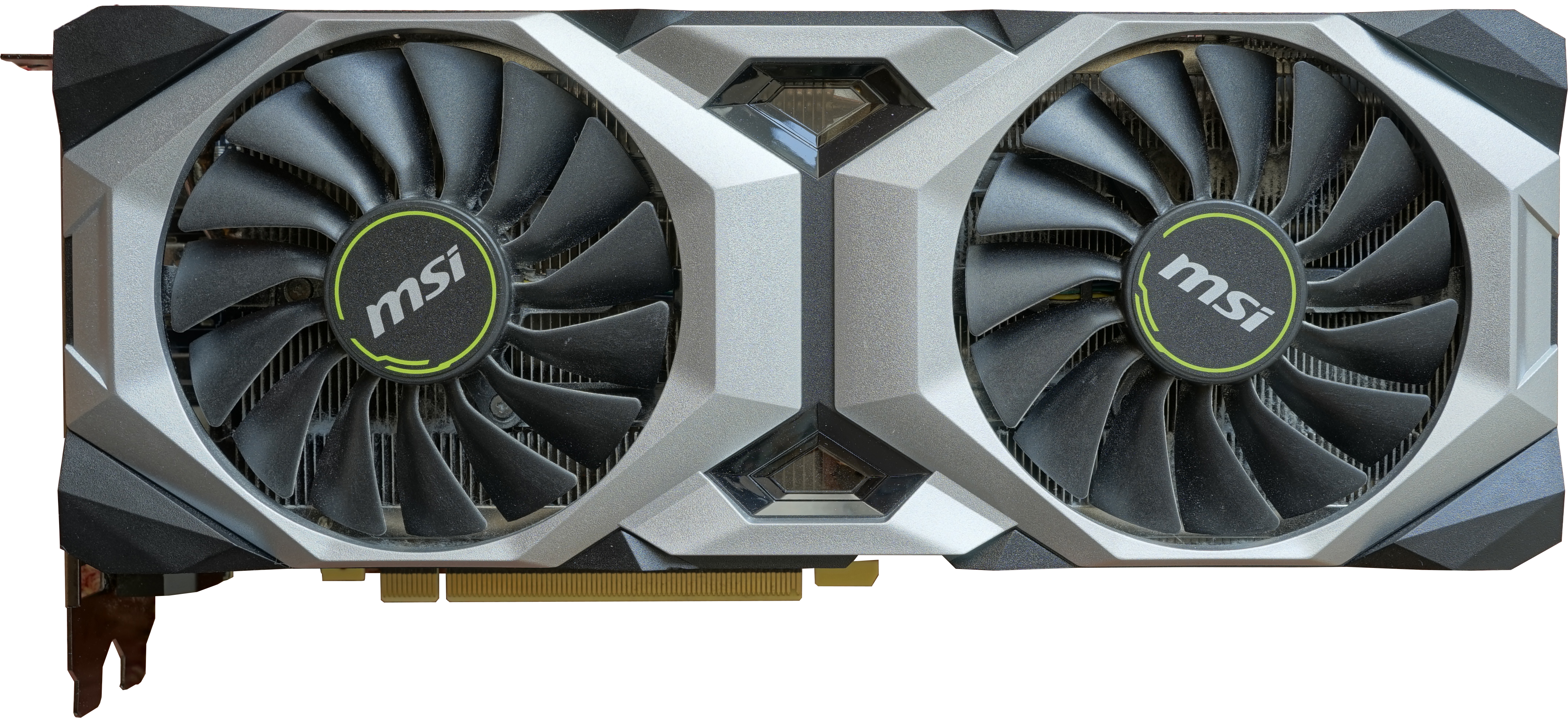
MSI가 제조한 RTX 2080의 애프터마켓 제품

엔비디아 RTX(Nvidia RTX, Ray Tracing Texel eXtreme) 또는 엔비디아 지포스 RTX(Nvidia GeForce RTX)는 건축의 복잡한 대형 모델 설계, 제품 디자인, 과학적 시각화, 에너지 개발, 게임, 영화 및 비디오 제작을 주 목적으로 엔비디아가 개발한 전문가용 시각 컴퓨팅 플랫폼이다. 엔비디아 RTX를 통해 실시간 광선 추적이 가능하다. 역사적으로 광선 추적은 비실시간 부문(예: 영화 및 실사 렌더링을 위한 시각 효과의 CGI)에 전적으로 사용되었고 비디오 게임의 경우 렌더링을 위해 직접 조명과 미리 연산된 간접 기여에 의존해야 했다. RTX를 사용하면 빛, 그림자, 반사에 반응하는 상호작용적인 이미지를 생성하는 것을 용이하게 만들어준다. RTX는 엔비디아 볼타, 튜링, 암페어, 에이다 러브레이스 기반 그래픽 처리 장치(GPU)에서 동작한다. 특히 광선 추적 가속을 위해 텐서 코어를 활용한다.
2019년 3월, 엔비디아는 선별된 GTX 10 시리즈(파스칼), GTX 16 시리즈 카드들이 차기 드라이버에서 RTX 기술의 일부의 지원을 받을 것이지만 기능과 성능은 광선 추적을 위한 전용 하드웨어 코어가 없으므로 이에 영향을 받을 것이라고 발표했다.
2020년 10월, 엔비디아는 엔비디아 RTX 제품 계열에서 전문가용 워크스테이션을 대상으로 한 최초의 암페어 아키텍처 기반 그래픽 카드로서 엔비디아 RTX A6000을 발표했다.
엔비디아는 마이크로소프트와 함께 마이크로소프트의 DirectX Raytracing API(DXR)의 지원을 연동하는 것을 작업하고 있다. RTX는 현재 엔비디아 OptiX와 DirectX를 통해 사용이 가능하다. 튜링과 암페어 아키텍처의 경우 벌컨을 통해서도 사용이 가능하다.

## 구성 요소
광선 추적 외에도 RTX는 인공지능 통합, 일반 자산 형식, 래스터화(CUDA) 지원 및 시뮬레이션 API를 포함한다. RTX의 구성 요소는 다음과 같다.
- AI 가속 기능 (NGX)
- 자산 형식 (USD 및 MDL)
- 고급 셰이더를 포함한 래스터화
- OptiX, Microsoft DXR 및 Vulkan을 통한 광선 추적
- 시뮬레이션 도구:
  - CUDA 10
  - Flex
  - PhysX

## 기능 및 소프트웨어

### 광선 추적
컴퓨터 그래픽에서 광선 추적은 이미지 평면의 화소를 통해 발사된 광선을 추적하고 가상 객체와의 만남 효과를 시뮬레이션하여 이미지를 생성한다. 이는 정확성보다 성능을 우선시하는 기존 래스터화 기술에 비해 더 부드럽고 사실적인 그림자 및 반사와 같이 실제 광학적 특성을 더 잘 반영하는 고급 효과를 가능하게 한다.
엔비디아 RTX는 하드웨어 및 소프트웨어 가속의 조합을 통해 이를 달성한다. 하드웨어 수준에서 RTX 카드는 경계 볼륨 계층 순회와 같이 광선을 시뮬레이션하는 데 필요한 수학적 연산을 가속화하도록 설계된 고정 기능 "RT 코어"를 특징으로 한다. 소프트웨어 구현은 개별 애플리케이션 개발자에게 공개되어 있다. 광선 추적은 여전히 계산 집약적이므로, 많은 개발자는 그림자 및 반사와 같은 특정 그래픽 효과는 광선 추적을 사용하여 수행하고, 나머지 장면은 더 성능이 좋은 래스터화를 사용하여 렌더링하는 하이브리드 렌더링 접근 방식을 택한다.

#### OptiX
엔비디아 OptiX는 엔비디아 DesignWorks의 일부이다. OptiX는 고수준 또는 "알고리즘까지의" API로, 광선 추적 자체만이 아닌 광선 추적이 포함된 전체 알고리즘을 캡슐화하도록 설계되었다. 이는 OptiX 엔진이 애플리케이션 측 변경 없이 더 큰 알고리즘을 실행할 수 있도록 하기 위함이다.
컴퓨터 그래픽스 렌더링 외에도 OptiX는 광학 및 음향 설계, 방사선 및 전자기 연구, 인공지능 쿼리 및 충돌 분석에도 도움을 준다.

### Chat with RTX
Chat with RTX는 사용자의 Windows PC에서 로컬로 실행되는 AI 기반 어시스턴트이다. 이 프로그램은 대형 언어 모델을 사용하며 최소 8GB의 VRAM을 갖춘 RTX 30 또는 40 시리즈 GPU가 필요하다. 엔비디아 웹사이트에서 다운로드할 수 있다.

### RTX Remix
RTX Remix는 엔비디아가 광선 추적, DLSS 및 향상된 자산과 같은 최신 기술을 구현하여 오래된 게임의 리마스터링을 위해 설계한 게임 모딩 플랫폼이다.

## 엔비디아 RTX 카드 목록
엔비디아는 20, 30, 40 시리즈를 포함하여 RTX를 지원하는 많은 카드를 출시했다.
- 엔비디아 지포스 RTX 20 시리즈
  - 엔비디아 지포스 RTX 2050
  - 엔비디아 지포스 RTX 2060
  - 엔비디아 지포스 RTX 2060 슈퍼
  - 엔비디아 지포스 RTX 2070
  - 엔비디아 지포스 RTX 2070 슈퍼
  - 엔비디아 지포스 RTX 2080
  - 엔비디아 지포스 RTX 2080 슈퍼
  - 엔비디아 지포스 RTX 2080 Ti
  - 엔비디아 타이탄 RTX
- 엔비디아 지포스 RTX 30 시리즈
  - 엔비디아 지포스 RTX 3050
  - 엔비디아 지포스 RTX 3050 Ti
  - 엔비디아 지포스 RTX 3060
  - 엔비디아 지포스 RTX 3060 Ti
  - 엔비디아 지포스 RTX 3070
  - 엔비디아 지포스 RTX 3070 Ti
  - 엔비디아 지포스 RTX 3080
  - 엔비디아 지포스 RTX 3080 Ti
  - 엔비디아 지포스 RTX 3090
  - 엔비디아 지포스 RTX 3090 Ti
- 엔비디아 지포스 RTX 40 시리즈
  - 엔비디아 지포스 RTX 4050
  - 엔비디아 지포스 RTX 4060
  - 엔비디아 지포스 RTX 4060 Ti
  - 엔비디아 지포스 RTX 4070
  - 엔비디아 지포스 RTX 4070 슈퍼
  - 엔비디아 지포스 RTX 4070 Ti
  - 엔비디아 지포스 RTX 4070 Ti 슈퍼
  - 엔비디아 지포스 RTX 4080
  - 엔비디아 지포스 RTX 4080 슈퍼
  - 엔비디아 지포스 RTX 4090
  - 엔비디아 지포스 RTX 4090D
- 엔비디아 지포스 RTX 50 시리즈
  - 엔비디아 지포스 RTX 5060
  - 엔비디아 지포스 RTX 5060 Ti
  - 엔비디아 지포스 RTX 5070
  - 엔비디아 지포스 RTX 5070 Ti
  - 엔비디아 지포스 RTX 5080
  - 엔비디아 지포스 RTX 5090
- 엔비디아 A 시리즈 워크스테이션 카드
  - 엔비디아 RTX A400 4GB
  - 엔비디아 RTX A1000 8GB
  - 엔비디아 RTX A2000 6GB/12GB
  - 엔비디아 RTX A4000 16GB
  - 엔비디아 RTX A4500 20GB
  - 엔비디아 RTX A5000 24GB
  - 엔비디아 RTX A5500 24GB
  - 엔비디아 RTX A6000 48GB
  - 엔비디아 RTX 5000 에이다 러브레이스 32GB
  - 엔비디아 RTX 6000 에이다 러브레이스 48GB
  - 엔비디아 RTX Pro 6000 블랙웰 96GB
- 엔비디아 A 시리즈 서버 카드
  - 엔비디아 A10
  - 엔비디아 A50